# إدغار كالبرتسون
إدغار كالبرتسون (بالإنجليزية: Edgar Culbertson)‏ هو عسكري أمريكي، ولد في 13 أكتوبر 1935 في فيرندال في الولايات المتحدة، وتوفي في 30 أبريل 1967 في دولوث في الولايات المتحدة.